# Thomas Byberg
Thomas Hedvin Byberg (ur. 18 września 1916 w Hommelvik, zm. 13 października 1998 w Trondheim) – norweski łyżwiarz szybki, srebrny medalista olimpijski.

## Kariera
Największy sukces w karierze Thomas Byberg osiągnął podczas igrzysk olimpijskich w Sankt Moritz w 1948 roku, gdzie zdobył srebrny medal w biegu na 500 m. W zawodach tych wyprzedził go jedynie jego rodak, Finn Helgesen. Drugi stopień podium zajął ex aequo z dwoma reprezentantami USA: Kennethem Bartholomew i Robertem Fitzgeraldem. Był to jego jedyny start olimpijski. Nigdy nie wystąpił na mistrzostwach świata. W 1948 roku został też mistrzem Norwegii na dystansie 500 m.